# Yao (film)
Pour les articles homonymes, voir Yao.
Pour plus de détails, voir Fiche technique et Distribution.
Yao est une comédie dramatique franco-sénégalaise coécrite, coproduite et réalisée par Philippe Godeau, sortie en 2018 (sortie en avant première au Sénégal).

## Synopsis
À l'occasion d'un retour dans le pays de ses ancêtres pour la promotion de son livre, Seydou Tall, une vedette française d'origine sénégalaise, va s'attacher à un jeune garçon, Yao, ayant parcouru seul plus de 387 kilomètres pour obtenir de lui un simple autographe. C'est alors le début d'une plongée au cœur du pays, en forme de road movie.
Seydou va accompagner le petit Yao jusqu'à son village, Kanel. Il va aussi faire la rencontre de multiples figures du Sénégal et d'une femme, Gloria, avec laquelle il semble s'évader.

## Fiche technique
Sauf indication contraire, les informations mentionnées dans cette section peuvent être confirmées par les bases de données cinématographiques IMDb et Allociné,  présentes dans la section « Liens externes ».
- Titre original : Yao
- Réalisation : Philippe Godeau
- Scénario : Agnès de Sacy, sur une idée originale de Agnès de Sacy et Philippe Godeau, en collaboration avec Kossi Effoui[2]
- Musique : Matthieu Chedid
- Photographie : Jean-Marc Fabre
- Son : Jean-Paul Hurier, Loïc Prian, Alioune Mbow, Charles Michaud, Marion Papinot
- Montage : Hervé de Luze
- Production : Philippe Godeau et Omar Sy
  - Production associée : Camille Gentet et Maryvonne Le Meur
  - Coproduction : Nathalie Gastaldo Godeau
- Sociétés de production[3] : Pan-Européenne, en coproduction avec Korokoro et France 2 Cinéma, avec la participation de Canal+, Ciné+ et France Télévisions, en association avec Indéfilms 6
- Sociétés de distribution[4] : Pathé Distribution (France) ; Les Films 26 (Sénégal) ; Cinéart (Belgique), Filmcoopi (Suisse romande)
- Budget : n/a
- Pays de production :  France,  Sénégal
- Langues originales : français, wolof
- Format[5] : couleur - DCP Digital Cinema Package - 1,85:1 (Panavision)
- Genre : comédie dramatique
- Durée : 103 minutes
- Dates de sortie[1] :
  - France, Sénégal, Suisse romande : 23 janvier 2019[6]
  - Belgique : 20 mars 2019[7]
- Classification[8] :
  - France : tous publics[9]
  - Belgique : tous publics (KT/EA : Kinderen Toegelaten / Enfants Admis)[7]
  - Suisse romande : interdit aux moins de 6 ans[10]

## Distribution
- Omar Sy : Seydou Tall, la vedette française
- Lionel Basse : Yao, le garçon
- Fatoumata Diawara : Gloria, la chanteuse
- Germaine Acogny : Tanam, la chamane
- Alibeta : le chauffeur de taxi
- Gwendolyn Gourvenec : Laurence Tall, l'ex de Seydou
- Aristote Laios : Nathan
- Maxime d'Aboville : l'imprésario de Seydou au Sénégal

## Accueil

### Box office
Le film sort le 23 janvier 2019 dans 263 salles. Il ne réalise que 2 354 entrées pour sa première journée, malgré une grosse promotion.
Pour sa première semaine il ne cumule que 185 564 entrées. Il termine sa carrière en salles avec à peine 408 689 entrées.

## Distinctions

### Nominations
- Grand Prix international de doublage (Gran Premio Internazionale del Doppiaggio) 2019 : Meilleure adaptation[12].